# Moisés Carlos Atisha Contreras
Moisés Carlos Atisha Contreras (* 27. Februar 1969 in Santiago de Chile, Chile) ist ein chilenischer Geistlicher und römisch-katholischer Bischof von San Marcos de Arica.

## Leben
Moisés Carlos Atisha Contreras trat der Ordensgemeinschaft der Piaristen bei und legte am 11. März 1994 die ewige Profess ab. Am 25. März 1994 wurde Atisha Contreras durch den Bischof von Melipilla, Pablo Lizama Riquelme, zum Diakon geweiht. Er empfing am 14. Dezember 1994 durch den Weihbischof in Santiago de Chile, Sergio Valech Aldunate, das Sakrament der Priesterweihe. Am 8. Juni 2001 wurde Atisha Contreras in den Klerus des Erzbistums Santiago de Chile inkardiniert.
Am 21. November 2014 ernannte ihn Papst Franziskus zum Bischof von San Marcos de Arica. Der Erzbischof von Santiago de Chile, Ricardo Kardinal Ezzati Andrello SDB, spendete ihm am 17. Januar 2015 die Bischofsweihe; Mitkonsekratoren waren der Apostolische Nuntius in Chile, Erzbischof Ivo Scapolo, und der Erzbischof von Antofagasta, Pablo Lizama Riquelme. 